# Heatpipe
En heatpipe är en anordning för att effektivt leda bort värme från en varm till en kall yta. Anordningen består av ett slutet rör som innehåller en mindre mängd vätska vald för att ha lämplig kokpunkt för avsett temperaturområde. Värmetransporten sker genom att vätskan förångas i den varma delen, ångan rör sig mot den kalla delen där den kondenseras, och sedan rör sig tillbaka mot den varma delen. Återtransporten kan ske genom kapillärkraft, tyngdkraft (gravitation) eller centrifugalkraft.
Heatpipes kan konstrueras för många olika temperaturområden. De som arbetar med hjälp av kapillärkraft har en övre gräns på möjlig storlek (avståndet mellan varm och kall zon) på jorden på några decimeter, och några meter i tyngdlöshet. De som arbetar med tyngdkraft kan vara åtskilliga meter i lodrät riktning.
Vid gynnsamma driftbetingelser kan en heatpipe få en värmeledningsförmåga på 10 till 100 kW/m,K vilket är 25 till 250 gånger större än konduktiviteten i koppar som är 0,4 kW/m,K.
De används till exempel för kylning av datorer och elektronik, kylning av utrustning i satelliter men också för att undvika nedledning av värme från pipelines för olja i permafrostområden.
Anordningen behöver ingen kraftförsörjning och har inga rörliga delar och är mycket tillförlitliga om de inte drabbas av degradering som till exempel korrosion och/eller läckage.

## Historik
Principen med en heatpipe som fungerar med hjälp av tyngdkraft tillskrivs Angier March Perkins(en) som började utveckla sådana 1839. Hans son Loftus Perkins(en) vidareutvecklade idén och patenterade 1936 "Perkins-tuben" som kom att användas i ånglokomotiv och ugnar.
Kapillärbaserade heatpipes föreslogs 1942 av R.S. Gaugler på General Motors som också patenterade idén, men kom inte att utveckla den vidare. Oberoende av Gaugler utvecklade Georg Grover 1963 kapillärbaserade heatpipes på Los Alamos National Laboratory. Han blev den förste som använde beteckningen "heat pipe" i sitt patent samma år och kallas ofta "uppfinnaren av heatpipe". Grover:s idé anammades och vidareutvecklades av NASA och fick stor betydelse för att hantera kylning av komponenter i satelliter och rymdfarkoster.

## Tillämpningar

### Kylning av elektronik och rymdfarkoster
Kapillärbaserade heatpipes kännetecknas av att de inte är beroende av gravitation, vilket gör dem särskilt lämpade för satelliter och rymdfarkoster. System med rör av koppar och vatten som arbetsmedium kan användas för att kyla till exempel elektronik i temperaturområdet 20 till 150°C, medan system med koppar och metanol kan användas i temperaturområdet -60 till 100°C. System med rör av aluminium och ammoniak som arbetsmedium används för att kyla komponenter i satelliter i temperaturområdet -65 till +100°C.
Sedan 1990-talet har heatpipes blivit allt vanligare för kylning av datorer, där de kan förbinda kompakta kretsar med hög effekttäthet med omgivande kylflänsar.

### Kylning av permafrost
Gravitationsbaserade heatpipes, även kallade termosyfoner, är beroende av gravitation, men kan ges betydligt större dimensioner än kapillärbaserade. En känd tillämpning är oljeledningar i Alaska, där heatpipes av stål samt ammoniak som arbetsmedium användes. Anordningarna har längder mellan 8.5 och 20 meter och är nedstuckna i marken för att säkerställa att permafrosten inte tinas upp av värme från oljeledningen, vilket skulle kunna äventyra grundläggningen av denna.
Under den kalla årstiden är luften kallare än marken på några meters djup, och värme leds från marken och kyls mot omgivande luft. Under den varma årstiden är luften varmare än marken, men då en gravitationsbaserad heatpipe bara kan leda värme om den varma sidan är placerad nedanför den kalla sidan, så sker ingen värmetransport under sommarsäsongen. Nettoresultatet över året är en värmetransport vintertid som kompenserar för värme som tillförs genom värmestrålning från oljeledningen, och gör att permafrosten kan bevaras.